# Degerby (Zweden)
Degerby is een plaats in de gemeente Ekerö in het landschap Uppland en de provincie Stockholms län in Zweden. De plaats heeft 92 inwoners (2005) en een oppervlakte van 12 hectare. Degerby ligt op het in het Mälarmeer gelegen eiland Faringö. De directe omgeving van de plaats bestaat uit zowel landbouwgrond en bos, als rotsen. De plaats Stenhamra ligt zo'n tien kilometer ten zuiden van het dorp.